# Hanna Maliar
Hanna Vasylivna Maliar (en ucraniano: Га́нна Васи́лівна Ма́ляр; Kiev, Unión Soviética, 28 de julio de 1976) es una abogada, profesora de universidad, jurista y política ucraniana que se desempeñó como uno de los varios viceministros de Defensa bajo el gobierno del primer ministro Denís Shmihal desde el 4 de agosto de 2021, hasta el 18 de septiembre de 2023 cuando fue cesada por el gobierno de Volodímir Zelenski en el marco de una profunda restructuración que sufrió el Ministerio de Defensa debido a una serie de casos de corrupción muy mediáticos. Graduada del Instituto Internacional de Lingüística y Derecho de Kiev (actual Universidad Internacional de Kiev), fue docente en el mismo instituto antes de comenzar a trabajar para el estado.

## Biografía
Hanna Maliar nació el 28 de julio de 1976 en Kiev, que entonces formaba parte de la República Socialista Soviética de Ucrania, una república constituyente de la Unión Soviética. Se graduó en el Instituto Internacional de Lingüística y Derecho de Kiev en 2000 y obtuvo el derecho a ejercer la abogacía en 2007.
Entre 2000 y 2010 ocupó el cargo, primero de profesora y posteriormente de directora adjunta del Instituto de Derecho y también trabajó como profesora asociada en la Universidad Internacional de Kiev.
En 2010 se convirtió en candidata de ciencias jurídicas. Sus principales líneas de investigación son aquellas que versan sobre: los crímenes contra los fundamentos de la seguridad nacional, crímenes contra la paz, seguridad de la humanidad y derecho internacional, comunicaciones estratégicas en una guerra híbrida.
También en 2010, comenzó a trabajar en el Instituto Estatal de Investigaciones sobre Asuntos Aduaneros como jefa adjunta del Departamento de Asuntos Jurídicos. De 2013 a 2020, enseñó en la Escuela Nacional de Jueces de Ucrania en el campo de la calificación penal-jurídica de guerras de agresión y otros delitos cometidos en zonas de guerra y en 2018, ocupó el puesto de formadora de las unidades de comunicaciones y defensa en la especialidad de comunicaciones estratégicas del Servicio de Seguridad de Ucrania.
Desde 2020, es consultora independiente del Comité de Seguridad Nacional, Defensa e Inteligencia de la Verjovna Rada (parlamento nacional de Ucrania).
El 4 de agosto de 2021, fue nombrada viceministra de Defensa, bajo la dirección del ministro de Defensa, Oleksii Réznikov. Esto fue siete años después de que Rusia se anexionara la provincia ucraniana de Crimea y siete años después del inicio de la guerra del Donbás, en el este de Ucrania.

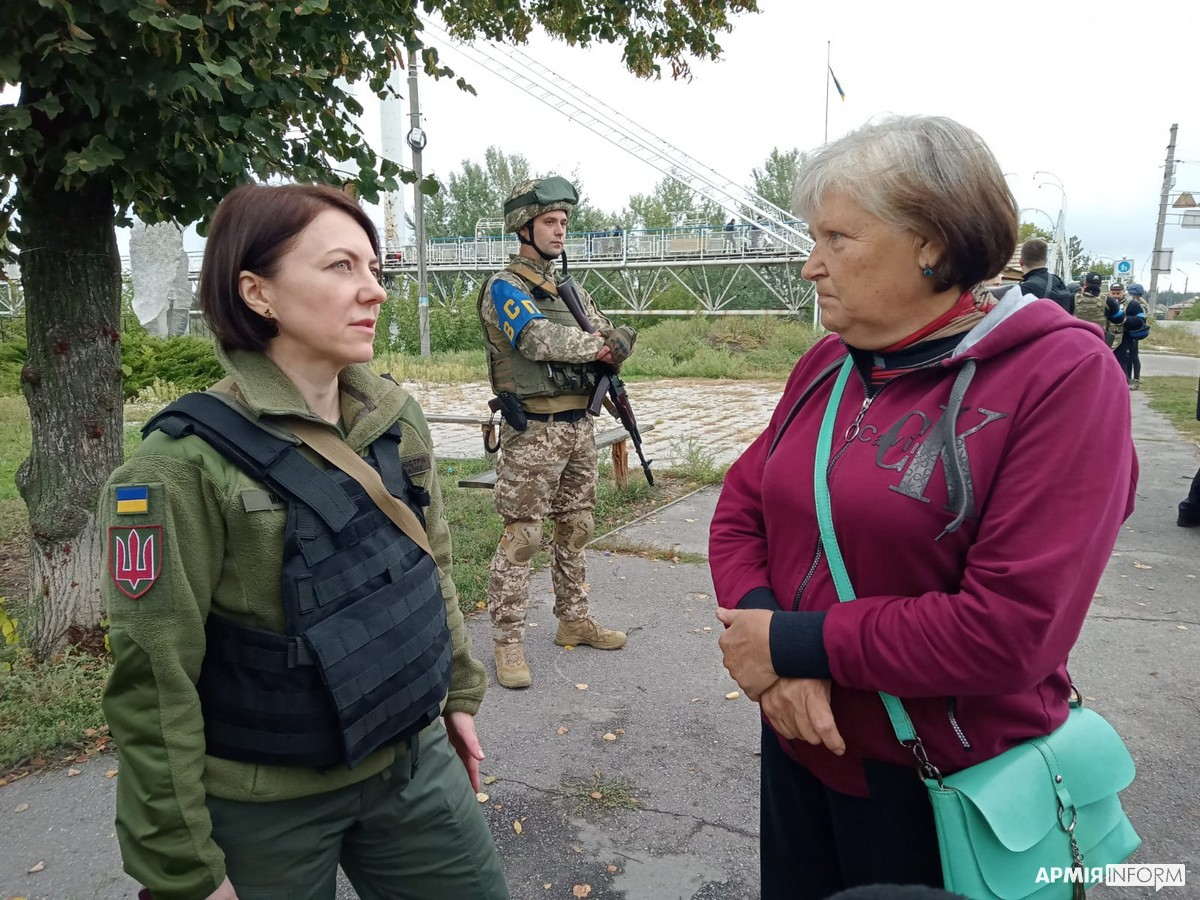
Maliar en una visita a la ciudad de Izium después de la retirada de las tropas rusas

El 24 de febrero de 2022, Rusia lanzó un ataque a gran escala contra Ucrania. Durante el cuarto mes de la invasión, Maliar afirmó que las fuerzas y la potencia de fuego de Rusia superaban a las de Ucrania en aproximadamente una proporción de diez a uno. Alrededor del 7 de julio de 2022 afirmó que en ese momento no era necesario implementar el servicio militar obligatorio para las mujeres y que hasta la fecha unas 1000 mujeres ucranianas se habían movilizado voluntariamente. Según Maliar «las mujeres tienen la oportunidad de prosperar en una carrera militar del mismo modo que los hombres», en abril de 2023 se contabilizan 41 000 mujeres en el ejército, entre ellas 5000 combatientes.
El 14 de septiembre de 2023, fue ampliamente criticada por informar erróneamente que las tropas ucranianas habían recuperado la localidad de Andriivka (situada diez kilómetros al sur de Bajmut) en la contraofensiva de Ucrania de 2023, información que fue posteriormente desmentida por la 3.ª Brigada Independiente de Asalto (Brigada Azov): «El anuncio de la liberación de Andriivka es falso y prematuro. Actualmente siguen registrándose duros e intensos combates en Klishchiivka y Andriivka. Estos anuncios son contraproducentes, ponen en peligro la vida del personal y perjudican el desarrollo de las operaciones». La propia Maliar se vio obligada a rectificar y publicó en su canal de Telegram, que: «la situación en Andriivka es muy compleja y cambiante».
Maliar fue despedida de su cargo el 18 de septiembre de 2023 por el gobierno ucraniano. No se ha dado ninguna razón oficial para su despido, pero el entonces recientemente nombrado ministro de Defensa de Ucrania, Rustem Umiérov, escribió en su cuenta de Facebook que estaba «Reseteando. Hemos empezado. Continuamos. El Ministerio trabaja como de costumbre». Ella y los otros cinco viceministros de Defensa fueron destituidos simultáneamente. Según la ley ucraniana, cuando un ministro es destituido, el Gabinete de Ministros destituye automáticamente a todos sus viceministros.

## Vida personal
Está casada y tiene un hijo.
Es autora de más de cuarenta trabajos científicos y desarrolló el concepto de evaluación jurídica de los acontecimientos en Crimea y el este de Ucrania, que se utiliza en la práctica judicial y de investigación.